# Ionuț Popa
Ionuț Popa (Soborsin, 1953. április 17. – Arad, 2020. június 25.) román labdarúgó, edző.

## Pályafutása

### Játékosként
Legmagasabb szinten a román harmadvonalban játszott. A Unirea Sânnicolau Mare, a Dacia Unirea Brăila, a Vagonul Arad, a Aurul Brad labdarúgója volt. 1984 és 1987 között a Victoria Ienu, 1987–88-ban a Petrolul Arad csapatában szerepelt.

### Edzőként
1985 és 1987 között a Victoria Ienu csapatánál játékosedzőként kezdett dolgozni. 1987 és 1991 között a Petrolul Arad edzője volt, az első idényben még aktív játékosként. 1991 és 1993 között a Strungul Arad, majd 1993-ban az UTA Arad vezetőedzője volt. Az UTA csapatánál még további négy időszakban dolgozott (1997–98, 2000–02, 2009–10, 2018–19). Legnagyobb sikere a klubnál a 2001-02-es másodosztályú bajnoki cím volt. 2018–19-ben itt fejeződött be edzői pályafutása. Az UTA mellett még több aradi csapatnál dolgozott: Motorul Arad (1993–95), Telecom Arad (1996–97), Indagrara Arad (1999–00). A Politehnica Iași csapatánál tevékenykedett még többször (2004–09, 2010, 2011–12). A leghosszabb ideig itt dolgozott és a 2011–12-es idényben a másodosztályban bajnok lett az együttessel. 2002–03-ban a Bihor Oradea, 2004-ben a Jiul Petroșani, 2016 és 2018 között a Poli Timișoara szakmai munkáját irányította.

## Sikerei, díjai

### Edzőként
UTA Arad
- Román bajnokság – másodosztály (Divizia B)
  - bajnok: 2001–02

 Politehnica Iași
- Román bajnokság – másodosztály (Divizia B)
  - bajnok: 2011–12